# 오사카우에혼마치역
오사카우에혼마치역(일본어: 大阪上本町駅)은 일본 오사카부 오사카시 덴노지구에 있는 긴키 닛폰 철도의 역이다. 오사카 선의 시·종착역으로, 긴키 닛폰 철도의 직계 모체인 오사카 전기 궤도가 창립했던 때의 터미널 역이다.

## 타는 곳
| 플랫폼 | 노선              | 방향   | 행선지                                                        | 비고                                              |
| 1      | ■ 나라선 (특급)   | -      | 나고야 · 이세시마 · 나라 방면                                 | (오사카난바 출발)                                 |
| 1      | ■ 나라선          | (하행) | 히가시하나조노 · 이코마 · 야마토사이다이지 · 나라 · 덴리 방면 |                                                   |
| 2      | ■ 나라선          | (상행) | 오사카난바 · 아마가사키 · 고시엔 · 고베산노미야 방면          |                                                   |
| 3 · 8  | ■ 오사카선        | -      | 야오 · 가와치코쿠부 · 야마토야기 · 이세시마 · 나고야          |                                                   |
| 9      | ■ 오사카선 (특급) | -      | 이세시마 · 나고야 방면                                        | 오사카우에혼마치역 출발 6 · 7번 승강장부터도 출발 |

## 역 주변
- 긴테쓰 백화점 우에혼마치점
- 쉐라톤 미야코 호텔 오사카
- 우에혼마치 하이하이 타운
- 긴키 닛폰 철도 본사
- 긴키 닛폰 투어리스트 우에혼마치 지점
- 오사카 시영 지하철 다니마치 9초메역
- 오사카 적십자 병원
- 오사카 정보 컴퓨터 전문학교

## 인접역
| 긴키 닛폰 철도 오사카 선       | 긴키 닛폰 철도 오사카 선                         | 긴키 닛폰 철도 오사카 선      |
| ------------------------------ | ------------------------------------------------ | ----------------------------- |
| 시·종착역                      | ■ 오사카 선 쾌속급행·구간쾌속급행·급행·준급·보통 | 쓰루하시 이세시마·나고야 방면 |
| 긴키 닛폰 철도 나라 선         |                                                  |                               |
| 긴테쓰닛폰바시 오사카난바 방면 | ■ 오사카 선 쾌속급행·구간쾌속급행·급행·준급·보통 | 쓰루하시 덴리 방면            |